# Leuchtrahmen
Ein Leuchtrahmen ist ein Klapprahmen, der durch neueste LED-Technik ausgeleuchtet wird. Plakate und Poster werden, wie bei den normalen Klapprahmen, einfach eingelegt und die Klappprofile werden zugeklappt. LED-Leuchtrahmen (auch Leuchtkästen) gibt es sowohl in einer Ausführung für den Innenbereich, als auch für den Außenbereich. Bei Leuchtrahmen für die Außennutzung werden die Poster durch eine umlaufende Dichtung vor Nässe und Feuchtigkeit geschützt.
Leuchtrahmen sind häufig zu sehen in Banken, Kinos und verschiedenen Gaststätten.